# Syringolaimus striatocaudatus
Syringolaimus striatocaudatus is een rondwormensoort uit de familie van de Ironidae. De wetenschappelijke naam van de soort is voor het eerst geldig gepubliceerd in 1888 door de Man.